# 1400 w literaturze
Wydarzenia literackie w 1400 roku.

## Wydarzenia
- zakończenie pisania Kroniki przez Jeana Froissarta[1]

## Nowe utwory
- obcojęzycnze
  - anonim – Piętnaście uciech małżeńskich (w języku francuskim; rok powstania przybliżony)[1]

## Zmarli
- 25 października – Geoffrey Chaucer, angielski poeta